# タシュケント地下鉄チランザール線
チランザール線（英語: Chilonzor Line、ウズベク語: Chilonzor yo'li, Чилонзор йўли、ロシア語: Чиланзарская линия）はウズベキスタンの首都タシュケント市ミルザ・ウルグベク地区のブユク・イパク・ユーリ駅からチノール駅を結ぶ、タシュケント地下鉄の鉄道路線。タシュケント地下鉄の路線の中で最も早い1977年に開通した。市中心部とタシュケント市南部を結ぶ線路であり、1980年に線路が西部方向に、2020年に南部方向へと延長された。

## 沿革
- 1977年11月6日 - サービル・ラヒモフ（ウズベク語版）-オクトーバー・インキロビ間11.4kmが開通。
- 1980年8月18日  - オクトーバー・インキロビ-マクシム・ゴーリキー（ウズベク語版）間4.1kmが開通。
- 1991年11月1日 - レーニン広場駅がムスタキリク・マイドニ駅に改名。
- 1992年
  - 5月1日 - オクトーバー・インキロビ駅がマルカジイ・ヒヨボニ駅に改名。
  - 詳細時期不明 - ソビエト連邦50周年駅がミルザ・ウルグベク駅（ウズベク語版）に改名。
- 1993年8月1日  - マルカジイ・ヒヨボニ駅がアミール・ティムール・ヒヨボニ駅に改名。
- 1997年5月1日 - マクシム・ゴーリキー駅がブユク・イパク・ユーリ駅（ウズベク語版）に改名。
- 2005年10月10日 - ヤシュリク駅がミリー・バグ駅（ウズベク語版）に改名。
- 2010年 - サービル・ラヒモフ駅がアルマザール駅（ウズベク語版）に改名。
- 2015年6月16日 - ハムザ駅がノヴザ駅（ウズベク語版）に改名。
- 2020年12月25日 - アルマザール（ウズベク語版）-チノール（ウズベク語版）間6.9kmが開通。

## 使用車両
- 81-717/714形
- 81-718.0/719.0形
- 81-765/766/767形

## 駅一覧
全駅タシュケント市内に位置する。
| 駅名                             | 駅名                       | 駅間 キロ | 累計 キロ | 接続路線・備考                             | 所在地                 |
| 日本語                           | ウズベク語                 | 駅間 キロ | 累計 キロ | 接続路線・備考                             | 所在地                 |
| -------------------------------- | -------------------------- | --------- | --------- | ------------------------------------------ | ---------------------- |
| ブユク・イパク・ユーリ駅         | Buyuk Ipak yoʻli bekati    | 0         | 0         |                                            | ミルザ・ウルグベク地区 |
| プーシキン駅                     | Pushkin bekati             |           |           | ウズベキスタン鉄道（サラール駅）           | ミルザ・ウルグベク地区 |
| ハミッド・オリムジョン駅         | Hamid Olimjon bekati       |           |           |                                            | ミルザ・ウルグベク地区 |
| アミール・ティムール・ヒヨボニ駅 | Amir Temur xiyoboni bekati |           |           | ユヌサバード線（ユヌス・ラジャビィ駅）     | ミルザ・ウルグベク地区 |
| ムスタキリク・マイドニ駅         | Mustaqillik maydoni bekati |           |           |                                            | ユヌサバード地区       |
| パフタコール駅                   | Paxtakor bekati            |           |           | ウズベキスタン線（アリシェル・ナヴォイ駅） | シャイハンターフル地区 |
| ハルクラル・ドゥストリギ駅       | Xalqlar doʻstligi bekati   |           |           |                                            | チランザール地区       |
| ミリー・バグ駅                   | Milliy bogʻ bekati         |           |           |                                            | チランザール地区       |
| ノヴザ駅                         | Novza bekati               |           |           |                                            | チランザール地区       |
| ミルザ・ウルグベク駅             | Mirzo Ulugʻbek bekati      |           |           |                                            | チランザール地区       |
| チランザール駅                   | Chilonzor bekati           |           |           |                                            | チランザール地区       |
| アルマザール駅                   | Olmazor bekati             |           |           |                                            | チランザール地区       |
| チョシュテパ駅                   | Choshtepa bekati           |           |           |                                            | チランザール地区       |
| ウズガリシュ駅                   | Oʻzgarish bekati           |           |           |                                            | セルゲリ地区           |
| シルガリ駅                       | Sirgʻali bekati            |           |           |                                            | セルゲリ地区           |
| ヤンギハヨート駅                 | Yangihayot bekati          |           |           |                                            | セルゲリ地区           |
| チノール駅                       | Chinor bekati              |           | 23.7      | 環状線（キプチョク駅）                     | セルゲリ地区           |